# Skretnica
Željeznička skretnica mehanička je instalacija koja omogućuje vlakovima ili drugim tračničkim vozilima prijelaz s jednog kolosijeka na drugi.
Ispravno postavljanje smjera je nužno, kako ne bi došlo do izlijetanja s tračnica ili sudara.
Radijus skretnice obično najviše utječe na najveću dopuštenu brzinu vožnje preko skretnice. Što je veći radijus, to je dozvoljena brzina veća.

## Poveznice
- Tramvaj
- Željeznica
- Vlak
- Vlak velike brzine
- Ranžirni kolodvor